# .týždeň
.týždeň – słowacki tygodnik. Pismo zostało założone w 2004 roku.
Wydawcą czasopisma jest przedsiębiorstwo W PRESS a.s. Według stanu na 2021 r. funkcję redaktora naczelnego pełni Štefan Hríb.
W 2018 roku tygodnik sprzedawał się w nakładzie wynoszącym ok. 8 tys. egzemplarzy.